# Blizzard (meteorologie)

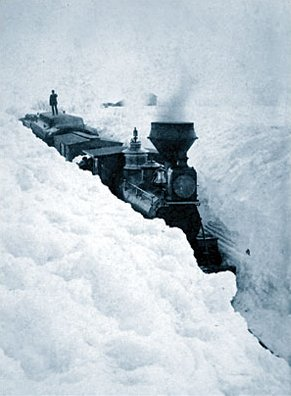
Trein in een sneeuwstorm

Een blizzard is de Noord-Amerikaanse vorm van een sneeuwstorm. Een blizzard ontstaat als gevolg van een krachtige koude-luchtbrug uit richting van de poolregio. Daarbij dringt de polaire koude lucht in lagedrukgebieden tot ver naar het zuiden door, daar er op het Noord-Amerikaanse continent geen in Oost-West-richting verlopende gebergten bestaan. Het begrip blizzard werd voor het eerst in Noord-Amerika gebruikt en is mogelijk afkomstig van het Duitse woord „blitzartig“. De benaming van een heftige sneeuwstorm als blizzard werd later ook in andere regio's, bijvoorbeeld in de Antarctis en in Noord-Scandinavië, overgenomen.
Voor een Noord-Amerikaanse blizzard moet voldaan worden aan een aantal voorwaarden. Deze voorwaarden zijn anders dan die van de Nederlandse sneeuwstorm. In de media wordt onterecht al snel over een blizzard gesproken, terwijl er aan de volgende voorwaarden moet worden voldaan:
- Lage temperaturen: circa –6 graden Celsius of kouder.
- Hoge windsnelheden vanaf circa 56 km/u, wat neerkomt op windkracht 8 Bft.
- Grote hoeveelheden sneeuw die het zicht tot 400 meter of minder beperken.
- Een duur van meer dan 3 uur.

Echte blizzards zijn relatief zeldzaam. Wanneer ze optreden, dan vooral in Canada en in de Northern Plains van de Verenigde Staten.